# Harold Byrns
Harold Byrns [wym. bɘ:ɾnz] (ur. 13 października 1903 w Hanowerze, zm. 22 lutego 1977 w Berlinie) – dyrygent niemiecki.
Byrns urodził się w 1903 r. w Hanowerze pod nazwiskiem Hans Bernstein. Po studiach w berlińskim konserwatorium został korepetytorem miejscowej opery. Następnie zajmował stanowiska kapelmistrzów teatrów w Lubece i Oldenburgu. W 1933 r. wyemigrował do Włoch, aby trzy lata później przenieść się do Stanów Zjednoczonych i rozwijać działalność dyrygencką w Nowym Jorku, Filadelfii i Bostonie. Po przystąpieniu Stanów Zjednoczonych do wojny z Niemcami w 1941 r. zmienił nazwisko na angielsko brzmiące (Harold Byrns) i uległ częściowej naturalizacji. W 1949 r. założył w Los Angeles orkiestrę kameralną. Wielokrotnie odbywał tourné po Europie, występując wraz z orkiestrami Norddeutscher Rundfunk i RAI. W 1957 r. powrócił do kraju, aby poprowadzić przedstawienia muzyczne Komische Oper w Berlinie. Zajmował się tym do roku 1961, gdy rozpoczął pracę w Operze Niemieckiej.